# Poliaenus oregonus
Poliaenus oregonus är en skalbaggsart som först beskrevs av Leconte 1861.  Poliaenus oregonus ingår i släktet Poliaenus och familjen långhorningar. Inga underarter finns listade i Catalogue of Life.